# Douai
Douai (neerlandeză Dowaai) este un oraș în Franța, sub-prefectură a departamentului Nord, în regiunea Hauts-de-France. 

## Date geografice
Orașul este situat pe cursul râului Scarpe, la 200 km nord de Paris, la 40 km sud de Lille și la 25 km vest de Arras.

## Istoric
Doual a existat deja ca o fortăreață romană, din anul 1369 aparține de Comitatul Flandra, iar din 1384 de Ducatul Burgundia, ca din 1477 să aparțină de Țările de Jos spaniole. Prima universitate a orașului datează din 1562. În 1672 orașul este alipit Franței în perioada lui Ludovic al XIV-lea. În timpul primul război mondial orașul a fost distrus în urma bombardamentelor.

## Personalități marcante
- Henri-Edmond Cross (1856 - 1910), pictor, gravor;
- Charles Catteau (1880 - 1966), designer industrial;
- Georges Prêtre (1924 - 2017), dirijor.